# Odiongan
Odiongan ist eine philippinische Stadtgemeinde in der Provinz Romblon, in der Verwaltungsregion IV-B, Mimaropa. Sie hat 45.367 Einwohner (Zensus 1. August 2015). Sie wird als Gemeinde der zweiten Einkommensklasse auf den Philippinen und als teilweise urbanisiert eingestuft.
Odiongan liegt im westlichen Teil der Insel Tablas an der Küste der Tablas-Straße. Die Topographie der Gemeinde wird durch flachwelliges Terrain gekennzeichnet. Ihre Nachbargemeinden sind San Agustin im Nordosten,  San Andres im Norden, Santa Maria im Westen, Alcantara im Südwesten, Looc und Ferrol im Süden.
In der Gemeinde ist der Hauptcampus der Romblon State University angesiedelt.

## Baranggays
Die Gemeinde setzte sich 2011 aus 25 Barangays zusammen:
| - Amatong - Anahao - Bangon - Batiano - Budiong - Canduyong - Dapawan - Gabawan - Libertad - Ligaya - Liwanag - Liwayway - Malilico | - Mayha - Panique - Pato-o - Poctoy - Progreso Este - Progreso Weste - Rizal - Tabing Dagat - Tabobo-an - Tuburan - Tulay - Tumingad |

## Weblink
- Informationen der Philippine Statistics Authority über Odiongan